# Sakura no Hanabiratachi
«Sakura no Hanabiratachi» (яп. 桜の花びらたち Сакура но ханабиратати, «Лепестки сакуры») — первый сингл японской идол-группы AKB48, вышедший в Японии 7 июня 2006 года. В 2008 году переиздан (в новой записи) как «Sakura no Hanabiratachi 2008».

## Список композиций

### Sakura no Hanabiratachi
| №                   | Название                                    | Автор(ы)                     | Аранжировщик        | Длительность |
| ------------------- | ------------------------------------------- | ---------------------------- | ------------------- | ------------ |
| 1.                  | «Sakura no Hanabiratachi» (桜の花びらたち)  | Ясуси Акимото, Хироси Уэсуги | Нобухико Касивара   | 5:24         |
| 2.                  | «Dear My Teacher»                           | Акимото, Мион Окада          | Дэюи Кагэйэ         | 4:15         |
| 3.                  | «Sakura no Hanabiratachi (Karaoke version)» | Акимото, Уэсуги              | Касивара            | 5:24         |
| 4.                  | «Dear My Teacher (Karaoke version)»         | Акимото, Окада               | Кагэйэ              | 4:15         |
| Общая длительность: | Общая длительность:                         | Общая длительность:          | Общая длительность: | 19:18        |

### Type A
| №                   | Название                                      | Автор(ы)             | Аранжировщик        | Длительность |
| ------------------- | --------------------------------------------- | -------------------- | ------------------- | ------------ |
| 1.                  | «Sakura no Hanabiratachi 2008»                | Акимото, Уэсуги      | Касивара            | 5:20         |
| 2.                  | «Saigo no Seifuku» (最後の制服)               | Акимото, Синтаро Ито | Ито                 | 4:36         |
| 3.                  | «Sakura no Hanabiratachi 2008 (Instrumental)» | Акимото, Уэсуги      | Касивара            | 5:20         |
| 4.                  | «Saigo no Seifuku (Instrumental)»             | Акимото, Ито         | Ито                 | 4:33         |
| Общая длительность: | Общая длительность:                           | Общая длительность:  | Общая длительность: | 19:49        |

| №                   | Название                                                                            | Автор(ы)            | Аранжировщик        | Длительность |
| ------------------- | ----------------------------------------------------------------------------------- | ------------------- | ------------------- | ------------ |
| 1.                  | «Sakura no Hanabiratachi 2008»                                                      | Акимото, Уэсуги     | Касивара            | 5:20         |
| 2.                  | «Saigo no Seifuku»                                                                  | Акимото, Ито        | Ито                 | 4:36         |
| 3.                  | «Sakura no Hanabiratachi 2008 (Gakkou Mix)» (桜の花びらたち２００８（学校 Ｍｉｘ）) | Акимото, Уэсуги     | Акиюки Татэяма      | 5:31         |
| 4.                  | «Sakura no Hanabiratachi 2008 (Instrumental)»                                       | Акимото, Уэсуги     | Касивара            | 5:20         |
| 5.                  | «Saigo no Seifuku (Instrumental)»                                                   | Акимото. Ито        | Ито                 | 4:33         |
| Общая длительность: | Общая длительность:                                                                 | Общая длительность: | Общая длительность: | 25:19        |

## Чарты

### Sakura no Hanabiratachi
| Чарт (2006)   | Наивыс. позиция |
| ------------- | --------------- |
| Oricon Weekly | 10              |

### Sakura no Hanabiratachi 2008
| Чарт (2009)   | Наивыс. позиция |
| ------------- | --------------- |
| Oricon Weekly | 10              |